# Entedon amethysteus
Entedon amethysteus är en stekelart som beskrevs av Alex Gumovsky 1996. Entedon amethysteus ingår i släktet Entedon och familjen finglanssteklar. Inga underarter finns listade i Catalogue of Life.